# Terzan 5
Terzan 5 é um aglomerado globular fortemente obscurecido localizado no bulbo galático. Foi um dos seis aglomerados globulares descobertos pelo astrônomo francês Agop Terzan em 1968  e inicialmente foi identificado como Terzan 11. O aglomerado foi catalogado pelo Two-Micron Sky Survey como IRC-20385. Está situado na constelação de Sagittarius na direção do centro da Via Láctea. Terzan 5 provavelmente segue uma órbita complicada desconhecida em torno do centro da galáxia, mas atualmente está se movendo em direção ao Sol com uma velocidade de cerca de 90 km/s. Medição feita por uma equipe internacional de astrônomos  indicaram que Terzan 5 é uma protuberância dos blocos de construção primordiais, provavelmente uma relíquia dos primórdios da Via Láctea.

## Populações estelares
Uma pesquisa encontrou evidências convincentes de que existem dois tipos distintos de estrelas em Terzan 5, que não apenas diferem nos elementos que contêm, mas têm uma lacuna de idade de aproximadamente 7 bilhões de anos. As idades das duas populações indicam que o processo de formação de estrelas em Terzan 5 não foi contínuo, mas foi dominado por duas explosões distintas de formação de estrelas.

## Propriedades físicas
A magnitude absoluta de Terzan 5 é -7.5. Possui uma luminosidade 800.000 vezes maior que o Sol, e uma massa de 2 milhões de vezes a massa solar. O pequeno núcleo de Terzan 5 – cerca de 0,5 parsecs de comprimento – possui uma das maiores densidades estelares da galáxia. Sua densidade de massa em volume excede 106 M☉/pc3, enquanto a densidade de luminosidade do volume excede 105,5 L☉/pc3, onde M☉ e L☉ são a massa e luminosidade do Sol, respectivamente. O aglomerado também tem uma das mais altas metalicidades entre os aglomerados globulares da Via Láctea – [Fe/H] = -0,21.
Em 2009, descobriu-se que Terzan 5 consiste em pelo menos duas gerações de estrelas com idades de 12 e 4,5 bilhões de anos e com metalicidades ligeiramente diferentes, possivelmente indicando que é o núcleo de uma galáxia anã desfeita, não um verdadeiro aglomerado globular. Existem apenas alguns outros aglomerados globulares na Via Láctea que contêm estrelas com diferentes idades. Entre eles estão M54 e Omega Centauri. O aglomerado também contém cerca de 1300 estrelas de ramo horizontal de queima de hélio (HB), incluindo pelo menos uma estrela variável RR Lyrae.

## Pulsares e fontes de raios X
Terzan 5 é conhecido por conter pelo menos 34 pulsares de rádio de milissegundo; seu número verdadeiro pode chegar a 200. O primeiro desses objetos, PSR B1744-24A, descoberto em 1990, tem o período de 11,56 ms. A população de pulsares dentro de Terzan 5 inclui PSR J1748-2446ad, o pulsar de milissegundo mais rápido conhecido, que está girando a 716 Hz (o período de rotação é de 1,40 ms).
Terzan 5 também contém uma fonte de raios X, descoberta em 1980, conhecida como XB 1745-25. Ele também contém cerca de 50 fontes de raios X mais fracas, muitas das quais provavelmente são binárias de raios X de baixa massa (LMXB) ou variáveis cataclísmicas.
O grande número de fontes de raios X e pulsares de milissegundos pode ser uma consequência direta da alta densidade do núcleo do aglomerado, o que leva a uma alta taxa de colisões estelares e à formação de binárias próximas, incluindo sistemas binários que contêm uma estrela de nêutrons.
Além de fontes discretas de raios X, a Terzan 5 produz uma emissão difusa de raios X não-térmicos e raios gama. Os raios gama de alta energia provavelmente se originam na magnetosfera de pulsares de milissegundo abundantes, enquanto raios gama de energia ultra-alta provavelmente resultam da dispersão inversa emitida pelos pulsares fora da radiação cósmica de fundo em micro-ondas.